# 110 (число)
110 (Сто де́сять) — натуральне число між  109 та  111.

## У математиці
- 110 — число харшад
- 110 — сума трьох членів послідовності квадратів: {\displaystyle 110=5^{2}+6^{2}+7^{2}}.

## У науці
- Атомний номер  Дармштадті

## В інших областях
- 110 рік;
- 110 до н. е.
- Року 110 — китайська федеральна дорога Пекін — Їньчуань.
- ASCII-код символу «n»
- POP3 працює поверх 110 порту
- Йосип син Якова, який прожив 110 років. (Біблія, Бут. 50:22).
- У трилогії Толкіна «Володар перснів» для позначення числа 110 в мові хоббітів введений неологізм «eleventy»
- Плівка типу 110